# بطريركية القدس للاتين
بطريركية القدس للاتين هي أسقفية كاثوليكية في القدس، مركزها الرئيسي كنيسة القيامة (تعرف أيضًا بكنيسة أو كاتدرائية القبر المقدس). تأسست في عام 1099 بالتزامن مع قيام مملكة بيت المقدس للإشراف على جميع الأراضي المقدسة المحتلة أثناء الحملة الصليبية الأولى. تحولت لأسقفية فخرية منذ عام 1374 إلى عام 1847 وانتقل مقر البطريركية لبازيليكا سان لورنزو خارج السور في روما. بعد ذلك أعاد البابا بيوس التاسع مقر البطريركية في القدس عام 1847.
في الوقت الحالي يطلق لقب بطريرك القدس للاتين على رئيس أساقفة الكنيسة الكاثوليكية اللاتينية في أسقفية القدس، وهو المسؤول المباشر عن الكاثوليكيين اللاتينيين في فلسطين وإسرائيل والأردن وقبرص. كما أن بطريرك القدس للاتين هو السيد المسبق لفرسان القبر المقدس.
منذ 24 يونيو 2016 النائب البطريركي لبطريركية اللاتين في القدس هو بييرباتيستا بتزابالا.
إداريًا، تخضع البطريركية لسلطة البابا مباشرة وليست أبرشية وليس لها تقسيمات إدارية.
لقب البطريرك في الكنيسة الكاثوليكية يمنح لأربعة رؤساء أساقفة فقط (حيث أن لقب بطريرك الغرب ألغاه البابا بندكت السادس عشر في عام 2006): بطريرك اللاتين في القدس، بطريرك البندقية، بطريرك لشبونة وبطريرك الهند الشرقية. إلا أنه منذ عام 1964 أُستحدثت ألقاب بطريركية فخرية لإسطنبول (القسطنطينية) والإسكندرية وأنطاكية. أما لقب «بطريرك القدس» فهو مستخدم من قبل بطريرك الأرثوذكس الشرقيين في القدس، والبطريرك الأرميني في القدس، والبطريرك الملكاني الفخري في القدس والإسكندرية.

## لمحة تاريخية
كانت القدس أسقفية في زمن الحواريين، وكان اسمها آنذاك أورشليم. وفي عام 135 سميت إيليا كابيتولينا وفي 325 أعيد اسمها القديم أورشليم. وفي عام 451 رقيت إلى أسقفية. وبعد عام 649 عين البابا مارتن الأول يوحنا الفيلادلفي (نسبة إلى فيلادلفيا، عمّان الآن) نائبًا رسوليًا برتبة بطريرك للقدس بدلًا من سرجيوس اليافي (نسبة إلى يافا).
و في عام 1054 وقع الانشقاق الكبير وانقسمت المسيحية إلى أرثوذكسية شرقية وكاثوليكية غربية. الأرثوذكسية الشرقية تتمثل في بطريرك أنطاكية وبطريرك القدس وبطريرك الإسكندرية وبطريرك القسطنطينية (إسطنبول الآن) ويتقدمهم الأخير. والكاثوليكية الغربية يرأسها البابا في روما وتتمثل في كل مسيحيي الغرب آنذاك.
أغلب مسيحيو الأراضي المقدسة (فلسطين وإسرائيل والأردن) يتبعون البطريركية الأرثوذكسية في القدس ما عدا المارونيين، أتباع الكنيسة المارونية.

## الكنائس المميزة
كرسي البطريرك في القدس ومقره الرئيسي في كنيسة القيامة – التي تصنف كموقع تراث عالمي وبازيليكا صغرى. كما أن كاتدرائية اسم يسوع الأقدس تعتبر مقرًا آخرًا للبطريرك، وهي كذلك موقع تراث عالمي. كما يدير البطريرك أربع بازيليكات صغرى ومواقع تراث عالمي هي بازيليكا الكرب (كنيسة كل الأمم) وبازيليكا القديس اسطفانوس وكنيسة رقاد السيدة العذراء وكنيسة القديسة حنة.
وهناك بازيليكات صغرى تقع في مدن أخرى تابعة للبطريركية مثل كنيسة البشارة في الناصرة وكنيسة التجلي على جبل الطور ودير سيدة جبل الكرمل (أو دير ستيلا ماريس) وكنيسة عمواس (في القبيبة) وكنيسة القديسة كاترينا في كنيسة المهد في بيت لحم، وهاتين الأخيرتين موقعي تراث عالمي.

## مملكة بيت المقدس
في عام 1099 سقطت القدس في يد الصليبيين وأقاموا مملكة بيت المقدس وأسسوا بطريركية لاتينية في شركة كاملة مع الكنيسة في روما وطُرد البطريرك الأرثوذكسي. وقُسمت البطريركية اللاتينية لأربع أسقفيات هي:
1. أسقفية صور.
2. أسقفية قيسارية.
3. أسقفية الناصرة.
4. أسقفية البتراء.

و كان يرأس كل أسقفية رئيس أساقفة وتحته عدد من الأساقفة المساعدين. اعتبر البطريرك اللاتيني حارة النصارى في بلدة القدس القديمة (أي كنيسة القيامة وما جاورها) جزء من أسقفيته. ورفع إلى رتبة الأسقف المساعد كل من أساقفة اللد والرملة، وبيت لحم، وحبرون (الخليل الآن)، وغزة، ورؤساء أديرة هيكل سليمان (الحرم القدسي الشريف الآن) وجبل صهيون وجبل الزيتون.
أقام البطريرك اللاتيني في القدس منذ 1099 وحتى 1187، أما البطاركة الأرثوذكس فقد استمرت ألقابهم كما هي (بطريرك القدس) ولكنهم يقيمون في القسطنطينية. وبعد استعادة القدس من الصليبين في 1187 اضطر الصليبيون لتركها وانتقلت بطريركية اللاتين لعكا بينما عاد البطاركة الأرثوذكس للقدس. واستمر لقب بطريرك اللاتين في القدس رغم عدم وجود البطريرك اللاتيني فعليًا هناك إلى أن سقطت مملكة بيت المقدس على يد المماليك في عام 1291 وبذلك انتهى وجود البطريركية اللاتينية في الشام وانتقلت في نفس العام إلى قبرص.

## بطريركية اللاتين الفخرية في القدس
في عام 1342، ألزم البابا كليمنت السادس الرهبان الفرنسيسكان برعاية الأراضي المقدسة وأصدر مرسومًا بابويًا بعنوان (نحن نعطي) نص فيه أن السيد الأكبر لفرسان القبر المقدس سيحمل لقب حارس الأرض المقدسة في الخارج (و ذلك لوجودهم آنذاك في قبرص) إلا إذا تم تعيين شخص محدد لحمل هذا اللقب الفخري.
و استمرت الكنيسة الكاثوليكية بتعيين بطاركة فخريين للقدس منذ عام 1374، وكان مقرهم الرئيسي بازيليكا القديس لورنزو خارج السور في روما.
و في عام 1570 اتسعت رقعة البطريركية إداريًا بعد سقوط مملكة قبرص الصليبية بيد العثمانيين ودخلت أراضي أسقفيتي نيقوسيا وبافوس تحت حكمها. وفي عام 1571 ضمت البطريركية أراضي أسقفيتي ليماسول والماغوصة (فاماغوستا الآن).

## البطريركية اللاتينية اليوم
في عام 1847 قام البابا بيوس التاسع بتنصيب جوسيبي فالرغا بطريركًا لاتينيًا في القدس رغم عدم انتمائه للرهبنة الفرنسيسكانية، كما أعطي لقب السيد الأكبر لفرسان القبر المقدس. وبعد وفاته في عام 1872، عُين جيوفاني فنتشنزو براكو خلفًا له إلى وفاته في عام 1889. وبعد ذلك سمح السلطان العثماني عبد الحميد الثاني بإعادة بناء البطريركية إداريًا وصار السيد الأكبر لفرسان القبر المقدس يعين بطريركًا للاتين في القدس إلى عام 1905.
تعتبر كاتدرائية اسم يسوع الأقدس هي الكاتدرائية الأم للبطريركية اللاتينية وفيها كرسي البطريرك (الكاتدرا cathedra)، إلا أن كنيسة القيامة تعتبر كاتدرائية البطريركية. ويقيم البطريرك في بلدة القدس القديمة بالقرب من كاتدرائية اسم يسوع الأقدس، بينما المعهد الديني، الذي تأسس في عام 1936، يقع في قرية بيت جالا على بعد 10 كيلومترات جنوب القدس.
في عام 1987 كان ميشيل صباح أول فلسيطيني يعين بطريركًا للاتين في القدس. ويعتبر بطريرك اللاتين في القدس رئيس الأساقفة في أسقفية القدس الكاثوليكية وراعيًا لكل الكاثوليك اللاتينيين في فلسطين وإسرائيل والأردن وقبرص. وفي كل واحدة من هذه الدول الأربع يوجد نائب بطريركي يرأس كنائس تلك الدول.
ويُمنح البطريرك في علاقته بالمسؤولين الحكوميين نفس المزايا الممنوحة للموفد الرسولي للحكومة الفلسطينية والمندوب البابوي لإسرائيل بموجب الاتفاق الأساسي بين إسرائيل والفاتيكان الموقع في 30 ديسمبر 1993.
وفي عام 2003 وقع بطريرك اللاتين على بيان رؤساء كنائس القدس حول جدار الفصل. وفي عام 2006 وقع البطريرك على بيان القدس حول الصهيونية المسيحية والذي جاء فيه رفض الصهيونية المسيحية واعتبارها غير متوافقة مع التعاليم المسيحية.
و في 2008 وقع البطريرك ميشيل صباح أيضًا وثيقة كايروس فلسطين (نُشرت في 2009 بعد تقاعده) المضادة للاحتلال الإسرائيلي.
عُين رئيس الأساقفة فؤاد طوال في 21 يونيو 2008 بطريركًا خلفًا لميشيل صباح واستمر في السدة البطريركية إلى أن قدم استقالته في 24 يونيو 2016 للبابا فرنسيس. وعين البابا بييرباتيسيتا بيتسابالا مدبرًا رسوليًا إلى أن يعين البطريرك الجديد.
وقد زار البطريركية أربعة باباوات هم البابا بولس السادس في يناير 1964، والبابا يوحنا بولس الثاني في مارس 2000، والبابا بندكت السادس عشر في مايو 2009، والبابا فرنسيس في مايو 2014.
وكنيسة اللاتين عضو في مجلس كنائس الشرق الأوسط وهي اليوم كنيسة وطنية من كنائس العالم العربي تلعب دورًا هامًا بنقل وجهات النظر بين العالمين الإسلامي والغربي.

## التعداد والانتشار
في عام 2015 قدمت البطريركية خدماتها لـ293,053 كاثوليكي في 66 أبرشية من خلال 464 قسيسًا (منهم 81 تابعين لأبرشيات، و383 واعظًا) و9 شمامسة و1,652 راهبًا (590 راهبًا و1,062 راهبة) و55 طالب لاهوتي.
أسقفية بطريرك القدس لديها سلطة إدارية على جميع الكنائس الكاثوليكية اللاتينية في الأراضي المقدسة (فلسطين وإسرائيل والأردن) وقبرص. وليس لها هذه السلطة على رعايا الكنائس الكاثوليكية الشرقية. رعايا الكنيسة اللاتينية في مدينة القدس هم أكبر جماعة مسيحية في المدينة حيث يبلغ عددهم 4,500 من إجمالي عدد المسيحيين في المدينة البالغ 11,000.

## قائمة البطاركة اللاتين في القدس
قبل الانشقاق الكبير في عام 1054 لم تكن هناك كنائس كاثوليكية وأخرى أرثوذكسية ولذلك لم يكن هناك حاجة لوجود أكثر من بطريرك للقدس. لقائمة بطاركة القدس قبل الانشقاق انظر بطاركة الروم الأرثوذكس في القدس.
1. أرنولف الشوكي (1099).
2. داجوبرت البيساوي (1099 – 1101) للمرة الأولى
  - موريس البورتي (1101 – 1102) تولى المنصب مؤقتًا
3. إهريمار (1102 – 1105)
4. داجوبرت البيساوي (1105) للمرة الثانية
5. جيبيلين الآرلي (1107 – 1112)
6. أرنولف الشوكي (1112 – 1118) أعيد تعيينه
7. جارموند البيكيني (1119 – 1128)
8. ستيفن اللافيرتي (1128 – 1130)
9. وليم المخليني (1130 – 1145)
10. فولك الأنجوليمي (1146 – 1157)
11. أمالرك النلي (1157 – 1180)
12. هيراكليوس (1180 – 1191)
خلال تولي هيراكليوس لمنصبه سقطت مملكة بيت المقدس في 1187 بيد المسلمين وانتقل الكرسي البطريركي لعكا
13. رودولفو (1191 – 1192)
14. ميشيل الكوربي (1193 – 1194)
15. أيمارو موناكو الكوربيتسي (1194 – 1202)
16. لوفريدو إريكو جايتاني (1202 – 1204)
17. ألبرت أفوجادرو (1204 – 1214)
18. راؤول المرنكورتي (1214 – 1225)
19. جيرولد اللوزاني (1225 – 1238) 
شغر المنصب منذ 1238 إلى 1240. وعُين جاك الفرتي ولكنه لم يشغل المنصب.
20. روبرت النونتي (1240 – 1254)
21. جاك بانتاليون (1255 – 1261) لاحقًا صار أوربان الرابع
22. وليم الثاني الأجي (1261 – 1270)
23. توماس أجني الكوسنزي (1271 – 1277)
24. جون الفرتشلي (1278 – 1279)
25. إيليا بطريرك اللاتين في القدس (1279 – 1287)
26. نيكولاس الهنبي (1288 – 1294) 
 فتح المماليك عكا وانتقلت البطريركية إلى قبرص ومن ثم إلى روما بعد عام 1374 وصار اللقب فخريًا إلى عام 1847
27. لاندولفو (1295 – 1304)
28. أنتوني بك (1306 – 1311) تولى أيضًا منصب أمير أسقف دورم منذ 1284 إلى 1310.
29. بيير بلينكاسانيا (1314 – 1318) 
منذ عام 1342 أصدر البابا كليمنت السادس مرسومًا بابويًا بعنوان (نحن نعطي) جاء فيه منح لقب بطريرك اللاتين في القدس للسيد الأكبر لفرسان القبر المقدس الذين ينتمون للرهبنة الفرنسيسكانية. ونص المرسوم صراحة أن الفرنسيسكان هم حراس الأراضي المقدسة باسم الكنيسة الكاثوليكية «إلا إذا تم تعيين شخص محدد لحمل هذا اللقب الفخري»
30. ريموند بيجا ر. د. (1324 – 1329)
31. بيتر بالودانوس ر. د. (1329 – 1342)
32. إلي النابينالي ر. ف. (1342)
33. بيير الكاسي ر. ك. (1342 – 1348)
34. إيمانويل النابينالي ر. ف. (1345)
35. جيوم أميتشي (1349 – 1360)
36. فيليب الكاباسولي (1361 – 1368)
37. جولييلمو ميليتس ر. د. (1369 – 1371)
38. جليرمي أودبرت اللاجاردي (1371 – 1374)
39. فيليب الألونسوني الفالوي (1375 – 1378)
40. جوجلييلمو الأوربيني ر. ف. (1379 - ؟)
في زمن الانشقاق الغربي صار كل بابا يعين بطريركًا مختلفًا وأدى ذلك إلى تعيينات متداخلة
  - البطاركة المعينون من قبل البابا في روما:
    - ستيفانوس الإنسولي ر. أ. (1379 – 1384)
    - فرناندوس (1386 – 1395)
    - أوجو روبرتي (1396 – 1409)

  - البطاركة المعينون من قبل البابا في أفينيون:
    - لوبي فرنانديز اللوني (1380 – 1382)
    - برتراند الشاناكي (1382 – 1385)
    - أيمون سيشال (1385 – 1404)
    - فرانسيسك إشمينس ر. ف. (1408 – 1409)
41. فرانسسكو كليمنت بيريز كابيرا (1419 – 1429)
42. ليوناردو دلفينو ر. ف. (1430 – 1434)
43. بياجيو مولينو (1434 – 1447)
44. كرستوفورو جاراتوني (مدبر رسولي 1448 – 1449)
45. جيوفاني بيساليوني (مدبر رسولي 1449 – 1458)
46. لورنزو زاني (1458 – 1460)
47. لويس الهاريكوري (1460 – 1479)
48. برتولوميو الروفيري ر. ف. (1480 – 1494)
49. جيوفاني أنتونيو سانجيورجيو (1500 – 1503)
50. برنادرينو لوبيز الكارفاهالي الساندي (1503 – 1511 استقال من منصبه)
51. رودريجو الكارافاهالي (1523 – 1539)
52. ألساندرو فارنيسي (1539 – 1550)
53. كريستوفورو سبيريتي (1550 – 1556)
54. أنتونيو إليو (1558 – 1576)
55. جيان أنتونيو فاتشينيتي (1576 – 1584) لاحقًا صار البابا إنوسنت التاسع
56. شيبيوني جونزاجا (1585 – 1588)
57. فابيو بلوندس المونتيالتي (يعرف أيضًا بفابيو بيوندي) (1588- 1618)
58. فرانشسكو تشنيني السلمندري (1618 – 1621)
59. ديوفيبو فارنيسي (1621 – 1622)
60. ألفونسو مانزانيدو الكوينيوني (1622 – 1627)
61. دومنيكو الماريني (1627 – 1635)
62. جيوفاني باتيستا كولونا (1636 – 1637)
63. تجريمس تجريمي (1638 – 1641)
64. أيجيديوس أرسينوس الفيفييري (1641 – 1647)
65. غير معروف
66. كاميلو ماسيمو (1653 – 1671)
67. إجيديو كولونا ر. ب. (1671 – 1686)
68. بندينو بنتشياتيتشي (1689 – 1690)
69. نيكولو بييترو برجليني (1690 – 1694)
70. فرانشسكو مارتلي (1698 – 1706)
71. موزيو جايتا (1708 – 1728)
72. فنسنت لويس جوتي (1728 – 1729)
73. بومبيو آلدروفاندي (1729 – 1734)
74. توماسو تشرفيني (1734 – 1751)
75. توماسو المونكادي (1751 – 1762)
76. جيورجيو ماريا لسكارس (1762 – 1795)
77. شاغر (1795 – 1800)
78. ميشيل البتري (1800 – 1821)
79. فرانشسكو ماريا فنزي (1816 – 1829)
80. باولو أوجستو فسكولو (1830 – 1847) لاحقًا صار البطريرك اللاتيني في الإسكندرية
81. أعيد البطاركة اللاتين لمدينة القدس في عام 1847
82. جوزف فاليرجا (1847 – 1872)
83. جيوفاني فنتشنزو براكو (1872 – 1889)
أعيدت هيكلة البطريركية إداريًا في القدس في عام 1889
84. لويجي بيافي (1889 – 1905)
  - الأسقف المساعد: باسكال أبوديا (13 فبراير 1891 – 7 نوفمبر 1901)
85. شاغر (1905 – 1906)
86. فيلبو كاماسي (1906 – 1919)
87. لويجي بارلاسينا (1920 – 1947)
  - الأسقف المساعد: جودرك كين (14 يوليو 1924 – ديسمبر 1928)
  - الأسقف المساعد: فرانشسكو فلنجر (26 فبراير 1929 – 22 يوليو 1940)
88. شاغر (1947 – 1949)
  - الأسقف المساعد: فنسنت جلات (30 ابريل 1948 – 19 يناير 1968)
89. ألبرتو جوري (1949 – 1970)
  - نائب رسولي العام: الأسقف بيير جيورجيو تشيابيرو ر. ف. (31 أغسطس 1959 – 15 يوليو 1963)
  - الأسقف المساعد: حنا كلداني (4 يناير 1964 – 14 مايو 1996)
  - الأسقف المساعد: نعمة سمعان (21 سبتمبر 1965 – 25 مايو 1981)
90. جياكومو جوسيبي بلترتي (1970 – 1987)
  - الأسقف المساعد: سليم صايغ (26 نوفمبر 1981 – 19 يناير 2012)
91. ميشيل صباح (1987 – 2008)
  - الأسقف المساعد: كمال حنا بطحيش (29 ابريل 1993 – 9 يونيو 2007)
92. فؤاد طوال (2008 – 2016)
  - مدبر رسولي: بيير باتيستا بيتزابالا (2016 – 2020)
    - الأسقف المساعد: جياشنتو بولس ماركوزو (29 ابريل 1993 – حتى الآن) أسقف عمواس الفخري
    - الأسقف المساعد: وليم حنا شوملي (31 مارس 2010) أسقف اللد الفخري
93. بيير باتيستا بيتزابالا (2020 - حتى الآن) [7][8]

## الأسقفيات المساعدة
- الأسقف المساعد: رئيس الأساقفة مارون إلياس نعمة لحام (19 يناير 2012 – 4 فبراير 2017)
- الأسقف المساعد: جان-بابتيست جوريون ر. ز. (14 أغسطس 2003 – 23 يونيو 2005)

## مواقع خارجية
- الموقع الرسمي للبطريركية اللاتينية.
- الموقع الرسمي (عربي).